# 위상 K이론
대수적 위상수학에서 위상 K이론(位相K理論, 영어: topological K-theory)은 위상 공간 위의 벡터 다발을 연구하는 분야이다. 보다 일반적인 K이론의 특수한 경우다.

## 정의

### 벡터 다발을 통한 정의

#### 0차 K군
다음이 주어졌다고 하자.
- 콤팩트 하우스도르프 공간 {\displaystyle X}
- 기호 {\displaystyle G\in \{\operatorname {O} ,\operatorname {U} ,\operatorname {Sp} \}}. 이에 대하여,
  - {\displaystyle \operatorname {O} }-벡터 다발은 {\displaystyle X} 위의 (유한 차원, 연속) 실수 벡터 다발이다. (O는 직교군을 뜻한다.)
  - {\displaystyle \operatorname {U} }-벡터 다발은 {\displaystyle X} 위의 (유한 차원, 연속) 복소수 벡터 다발이다. (U는 유니터리 군을 뜻한다.)
  - {\displaystyle \operatorname {Sp} }-벡터 다발은 {\displaystyle X} 위의 (유한 차원, 연속) 실수 짝수 차원 벡터 다발 가운데, (만약 {\displaystyle 2n}차원이라면) {\displaystyle \operatorname {Sp} (2n;\mathbb {R} )}--주다발의 연관 벡터 다발로 표현되는 것이다. (Sp는 심플렉틱 군을 뜻한다.)

그렇다면, {\displaystyle X} 위의 {\displaystyle G}-벡터 다발
{\displaystyle E\twoheadrightarrow X}
들의 동형류들의 집합을 생각할 수 있다. 이는 직합을 통하여 가환 모노이드를 이루며, {\displaystyle G\in \{\operatorname {O} ,\operatorname {U} \}}인 경우 텐서곱을 통하여 가환 반환을 이룬다. (직합에 대한 항등원은 자명한 0차원 벡터 다발이며, 텐서곱에 대한 항등원은 자명한 1차원 실수 또는 복소수 벡터 다발이다.)
{\displaystyle X}의 {\displaystyle G}에 대한 K군(K-group) {\displaystyle \mathrm {K} G^{0}(X)}는 {\displaystyle X} 위의 {\displaystyle G}-벡터 다발들의 그로텐디크 군이다. 만약 {\displaystyle G\in \{\operatorname {O} ,\operatorname {U} \}}라면, 이는 가환환을 이룬다.
흔히, 만약 {\displaystyle G}를 생략하였다면, {\displaystyle G=\operatorname {U} }를 뜻한다.

#### 축소 K군
{\displaystyle (X,x_{0})}가 점을 가진 공간이라고 하자. 그렇다면 축소 K군(縮小K群, 영어: reduced K-group) {\displaystyle \operatorname {\tilde {K}} ^{0}(X,x_{0})}는 다음과 같다. 다음과 같은 준동형이 존재한다.
{\displaystyle \phi \colon \operatorname {K} ^{0}(X)\to \operatorname {K} ^{0}(\{x_{0}\})}
그렇다면
{\displaystyle \operatorname {\tilde {K}} ^{0}(X,x_{0})=\ker \phi =\operatorname {K} ^{0}(X)/\operatorname {K} ^{0}(\{x_{0}\})}
이다.
벡터 다발의 차원에 해당하는, 다음과 같은 군 준동형이 존재한다.
{\displaystyle \dim \colon \operatorname {K} ^{0}(X)\to \operatorname {\check {H}} ^{0}(X,\mathbb {Z} )}
여기서 {\displaystyle {\check {H}}^{0}(X,\mathbb {Z} )}는 정수 계수를 가지는 체흐 코호몰로지다. 만약 {\displaystyle X}가 연결 공간이라면 {\displaystyle {\check {H}}^{0}(X,\mathbb {Z} )=\mathbb {Z} }이다. 이 경우 {\displaystyle \dim \colon K^{0}(X)\to \mathbb {Z} }이며, 벡터 공간 {\displaystyle K_{n}^{0}(X)=\dim ^{-1}(n)}은 {\displaystyle n}차원 벡터 다발들이 이루는 그로텐디크 군이다.
상대 K군(영어: relative K-group)은 상대 호몰로지와 유사한 개념으로, 다음과 같다. {\displaystyle A\subseteq X}가 부분 공간이라고 하자. 그렇다면 {\displaystyle X}의 {\displaystyle A}에 대한 상대 K군 {\displaystyle \operatorname {K} ^{0}(X,A)}는 다음과 같다.
{\displaystyle \operatorname {K} ^{0}(X,A)=\operatorname {\tilde {K}} ^{0}(X/A)}
여기서 {\displaystyle X/A}의 점은 물론 {\displaystyle A/A\in X/A}이다.
{\displaystyle X}가 (콤팩트하지 않을 수 있는) 국소 콤팩트 하우스도르프 공간이라고 하자. 그렇다면, 콤팩트 지지 K군(영어: K-group with compact support) {\displaystyle \operatorname {K} _{\text{c}}^{0}(X)}는 그 알렉산드로프 콤팩트화 {\displaystyle X^{+}}의 축소 K군이다.
{\displaystyle \operatorname {K} _{\text{c}}^{0}(X)=\operatorname {\tilde {K}} ^{0}(X^{+})}
물론, 만약 {\displaystyle X}가 콤팩트 하우스도르프 공간이라면,
{\displaystyle \operatorname {K} _{\text{c}}^{0}(X)=\operatorname {\tilde {K}} ^{0}(X^{+})=\operatorname {\tilde {K}} ^{0}(X\sqcup \{\bullet \})=\operatorname {K} ^{0}(X)}
이다.

#### 고차 K군
−n차 축소 K군 {\displaystyle \operatorname {K} ^{-n}(X)}는 다음과 같다.
{\displaystyle \operatorname {\tilde {K}} ^{-n}(X)=\operatorname {\tilde {K}} (\mathbb {S} ^{n}\wedge X)}
여기서 {\displaystyle \wedge }는 위상 공간의 분쇄곱이고, {\displaystyle \mathbb {S} ^{n}}은 {\displaystyle n}차원 초구다. 여기서 {\displaystyle S^{0}\wedge X\cong X}이므로, {\displaystyle \operatorname {\tilde {K}} ^{0}(X)}의 정의는 일관적이다. 또한 {\displaystyle \mathbb {S} ^{m}\wedge \mathbb {S} ^{n}\cong \mathbb {S} ^{m+n}}이므로, {\displaystyle {\tilde {K}}^{-m-n}(X)={\tilde {K}}^{-m}(S^{n}\wedge X)}이다.
−n차 (비축소) K군 {\displaystyle \operatorname {K} ^{-n}(X)}는 그 알렉산드로프 콤팩트화 {\displaystyle X^{+}=X\sqcup \{\infty \}}의 축소 K군이다.
{\displaystyle \operatorname {K} ^{-n}(X)=\operatorname {\tilde {K}} ^{-n}(X^{+})}
고차 축소 K군들은 주기적이다. 즉, 다음이 성립한다.
- {\displaystyle \operatorname {{\tilde {K}}U} ^{-n-2}(X)=\operatorname {{\tilde {K}}U} ^{-n}(X)}
- {\displaystyle \operatorname {{\tilde {K}}O} ^{-n-8}(X)=\operatorname {{\tilde {K}}O} ^{-n}(X)}.

이를 보트 주기성(Bott periodicity)이라고 한다. 보트 주기성을 사용하여 양의 정수차 K군 {\displaystyle K^{1}}, {\displaystyle K^{2}} 등을 정의할 수 있다.

### 안정 벡터 다발을 통한 정의
콤팩트 하우스도르프 공간 {\displaystyle X}가 주어졌다고 하자. {\displaystyle X} 위의 두 (유한 차원, 연속) 복소수 벡터 다발 {\displaystyle E}, {\displaystyle F} 사이에 다음과 같은 동치 관계를 정의하자.
{\displaystyle E\sim F\iff \exists n\in \mathbb {N} \colon E\oplus \mathbb {C} ^{n}\cong F\oplus \mathbb {C} ^{n}}
여기서 {\displaystyle \mathbb {C} ^{n}}은 {\displaystyle n}차원 자명한 복소수 벡터 다발이며, 우변의 {\displaystyle \cong }은 연속 복소수 벡터 다발의 동형이다.
이 동치 관계에 대한 동치류를 안정 벡터 다발(安定vector다발, 영어: stable vector bundle)이라고 한다. 안정 벡터 다발들은 직합에 대하여 가환 모노이드를 이루며, 이는 사실 아벨 군이다. 이를 {\displaystyle X}의 0차 축소 K군 {\displaystyle \operatorname {\widetilde {KU}} ^{0}(X)}이라고 한다.

### 분류 공간을 통한 정의
기호 {\displaystyle G\in \{\operatorname {O} ,\operatorname {U} ,\operatorname {Sp} \}}가 주어졌다고 하자. 그렇다면, 리 군의 포함 관계
{\displaystyle G(0)\hookrightarrow G(1)\hookrightarrow \dotsb }
에 대한 분류 공간의 포함 관계
{\displaystyle \mathrm {B} G(0)\to \mathrm {B} G(1)\to \mathrm {B} G(2)\to \dotsb }
가 존재한다. 구체적으로, 이는 어떤 위상 공간 {\displaystyle X} 위의 {\displaystyle G(n)}-벡터 다발 {\displaystyle E\twoheadrightarrow X}가 주어졌을 때, {\displaystyle \operatorname {G} (n+1)}-벡터 다발 {\displaystyle E\oplus \mathbb {K} }를 취하는 것이다 ({\displaystyle \mathbb {K} }는 자명한 1차원 또는 2차원 벡터 다발). 이에 따라서, 귀납적 극한
{\displaystyle \varinjlim \mathrm {B} G(\infty )}
를 취할 수 있다.
이들은 구체적으로 다음과 같이 표현된다. 직교군 {\displaystyle \operatorname {O} (n)}의 분류 공간 {\displaystyle \operatorname {BO} (n)}은 무한 차원 실수 벡터 공간에서 원점을 지나는 {\displaystyle n}차원 부분 공간들의 공간(그라스만 다양체)이며, 유니터리 군 {\displaystyle \operatorname {U} (n)}의 분류 공간 {\displaystyle \operatorname {BU} (n)}은 무한 차원 복소수 벡터 공간에서 원점을 지나는 복소수 {\displaystyle n}차원 부분 공간들의 공간이다.
{\displaystyle X}가 CW 복합체와 호모토피 동치인 위상 공간이라고 하자. 그렇다면, {\displaystyle X}의 K군은 다음과 같다.
{\displaystyle \mathrm {K} G(X)=[X,\mathbb {Z} \times \mathrm {B} G(\infty )]}
여기서 {\displaystyle [X,Y]}는 {\displaystyle X\to Y} 호모토피류들의 집합이다.
만약, {\displaystyle X}가 {\displaystyle n}차원 연결 공간이고 {\displaystyle k>n/2}일 때,
{\displaystyle \operatorname {\widetilde {KO}} (X)\cong [X,\operatorname {BO} (k)]}
{\displaystyle \operatorname {\widetilde {KU}} (X)\cong [X,\operatorname {BU} (k)]}
이 성립한다.

## 성질

### 함자성
{\displaystyle {\mathcal {C}}}가 적절한 위상 공간의 범주(예를 들어, 콤팩트 생성 약한 하우스도르프 공간의 범주)라고 하자. 그렇다면, 위상 K이론은 다음과 같은 함자를 정의한다.
{\displaystyle \operatorname {KO} \colon \operatorname {ho} ({\mathcal {C}})\to \operatorname {CRing} ^{\operatorname {op} }}
{\displaystyle \operatorname {KU} \colon \operatorname {ho} ({\mathcal {C}})\to \operatorname {CRing} ^{\operatorname {op} }}
{\displaystyle \operatorname {KSp} \colon \operatorname {ho} ({\mathcal {C}})\to \operatorname {Ab} ^{\operatorname {op} }}
여기서
- {\displaystyle \operatorname {ho} ({\mathcal {C}})}는 위상 공간의 호모토피 범주이다.
- {\displaystyle \operatorname {CRing} }은 가환환의 범주이다.
- {\displaystyle \operatorname {Ab} }은 가환군의 범주이다.
- {\displaystyle (-)^{\operatorname {op} }}은 반대 범주이다.

즉, 연속 함수 {\displaystyle X\to Y}가 주어지면, 이에 따라 환 준동형 {\displaystyle K(Y)\to K(X)}가 존재한다.
또한, 축소 위상 K이론은 다음과 같이 점을 가진 공간의 범주 위의 함자를 정의한다.
{\displaystyle \operatorname {\widetilde {KO}} \colon \operatorname {ho} ({\mathcal {C}}/\bullet )\to \operatorname {CRing} ^{\operatorname {op} }}
{\displaystyle \operatorname {\widetilde {KU}} \colon \operatorname {ho} ({\mathcal {C}}/\bullet )\to \operatorname {CRing} ^{\operatorname {op} }}
{\displaystyle \operatorname {\widetilde {KSp}} \colon \operatorname {ho} ({\mathcal {C}}/\bullet )\to \operatorname {Ab} ^{\operatorname {op} }}
특히, 위상 K이론은 호모토피 불변량이다. 즉, 서로 호모토피 동치인 공간들의 K군들은 동형이다.

### 보트 주기성
다음이 성립한다.
{\displaystyle \operatorname {\widetilde {KU}} ^{\bullet +2}(X)\cong \operatorname {\widetilde {KU}} ^{\bullet }(X)}
{\displaystyle \operatorname {\widetilde {KO}} ^{\bullet +8}(X)\cong \operatorname {\widetilde {KO}} ^{\bullet }(X)}
{\displaystyle \operatorname {\widetilde {KSp}} ^{\bullet +8}(X)\cong \operatorname {\widetilde {KSp}} ^{\bullet }(X)}
분류 공간으로서, 이는 다음과 같은 호모토피 동치에서 기인한다.
{\displaystyle \Omega ^{8}\mathrm {BO} (\infty )\simeq \mathbb {Z} \times \mathrm {BO} (\infty )}
{\displaystyle \Omega ^{2}\mathrm {BU} (\infty )\simeq \mathbb {Z} \times \mathrm {BU} (\infty )}
{\displaystyle \Omega ^{8}\mathrm {Sp} (\infty )\simeq \mathbb {Z} \times \mathrm {BSp} (\infty )}

### 코호몰로지
위상 K이론은 코호몰로지에 대한 에일렌베르크-스틴로드 공리들을 차원 공리를 제외하고 모두 만족시킨다. 따라서, 위상 K이론은 특수(extraordinary) 코호몰로지 이론을 이룬다. (차원 공리에 따르면 {\displaystyle H^{n}(\{\bullet \})=0\forall n>0}이어야 하지만, K이론에서는 {\displaystyle \operatorname {KU} ^{2n}(\{\bullet \})=\mathbb {Z} }이다.)

### 천 지표
천 지표 {\displaystyle \operatorname {ch} \colon \operatorname {Vect} (X)\to \operatorname {H} ^{\bullet }(X)}는 {\displaystyle X} 위의 벡터 다발들의 가환 모노이드 {\displaystyle \operatorname {Vect} (X)}로부터 짝수 차수 유리수 코호몰로지 {\displaystyle \operatorname {H} ^{0}(X)\oplus \operatorname {H} ^{2}(X)\oplus \dotsb \subset \operatorname {H} ^{\bullet }(X;\mathbb {Q} )}로 가는 모노이드 준동형이다.:40–45:100–102 이는 그로텐디크 군 연산을 통해, 다음과 같은 환 준동형 {\displaystyle \operatorname {ch} \colon K^{0}(X)\to H^{\bullet }(X;\mathbb {Q} )}로 확장된다. 즉, {\displaystyle [E],[F]\in K^{0}(X)}라고 하면,
{\displaystyle \operatorname {ch} ([E]\oplus [F])=\operatorname {ch} ([E])+\operatorname {ch} ([F])}
{\displaystyle \operatorname {ch} ([E]\otimes [F])=\operatorname {ch} ([E])\smile \operatorname {ch} ([F])}
{\displaystyle \operatorname {ch} (-[E])=-\operatorname {ch} ([E])}
{\displaystyle \operatorname {ch} ([\mathbb {C} ^{\oplus k}])=k}
이다. 다시 말해, 천 지표는 K이론에서 코호몰로지로 가는 준동형이다. 마찬가지로, 축소 K이론에서 축소 코호몰로지로 가는 준동형 {\displaystyle \operatorname {ch} \colon {\tilde {K}}^{0}(X)\to {\tilde {H}}^{\bullet }(X;\mathbb {Q} )} 또한 존재한다.
고차 K이론의 경우에도 천 지표를 정의할 수 있다.:102
{\displaystyle \operatorname {\widetilde {KU}} ^{1}(X)=\operatorname {KU} ^{0}(\mathbb {S} ^{1}\wedge X)}
{\displaystyle \operatorname {\tilde {H}} ^{2k}(X;\mathbb {Q} )\cong \operatorname {H} ^{2k+1}(\mathbb {S} ^{1}\wedge X;\mathbb {Q} )}
이므로, 이를 사용하여 천 지표를
{\displaystyle \operatorname {K} ^{\bullet }(X)\to \operatorname {H} ^{\bullet }(X;\mathbb {Q} )}
로 확장시킬 수 있다. 대부분(유한 CW 복합체)의 경우, 천 지표는 {\displaystyle K^{\bullet }(X)\otimes \mathbb {Q} }와 {\displaystyle H^{\bullet }(X;\mathbb {Q} )} 사이의 동형 사상이다. 즉, 다음과 같은 동형 사상이 성립한다.:7
{\displaystyle \operatorname {KU} ^{0}(X)\otimes \mathbb {Q} =\bigoplus _{k}\operatorname {H} ^{2k}(X;\mathbb {Q} )}
{\displaystyle \operatorname {KU} ^{1}(X)\otimes \mathbb {Q} =\bigoplus _{k}\operatorname {H} ^{2k+1}(X;\mathbb {Q} )}
마찬가지로, 실수 K군의 경우 다음이 성립한다.:7
{\displaystyle \operatorname {KO} ^{0}(X)\otimes \mathbb {Q} =\bigoplus _{k}\operatorname {H} ^{4k}(X;\mathbb {Q} )}

## 예

### 축약 가능 공간
하나의 점을 포함하는 공간 {\displaystyle \{\bullet \}}의 K군들은 다음과 같다.
{\displaystyle K^{0}(\{\bullet \})=\mathbb {Z} }
{\displaystyle {\tilde {K}}^{0}(\{\bullet \})=0}
{\displaystyle K^{1}(\{\bullet \})={\tilde {K}}^{1}(\{\bullet \})=0}
K이론은 호모토피 불변량이므로, 모든 콤팩트 하우스도르프 축약 가능 공간의 K군은 1점 공간 {\displaystyle \{\bullet \}}의 K군과 같다.
이에 따라, 축소 K군의 경우
{\displaystyle K^{0}(X)\cong {\tilde {K}}^{0}(X)\oplus \mathbb {Z} }
{\displaystyle K^{1}(X)\cong {\tilde {K}}^{1}(X)}
임을 알 수 있다.

### 초구
초구 {\displaystyle S^{n}}의 (비축소) 복소수 K군들은 다음과 같다.:39
{\displaystyle \operatorname {KU} ^{0}(\mathbb {S} ^{2n})=\mathbb {Z} ^{2}}
{\displaystyle \operatorname {KU} ^{1}(\mathbb {S} ^{2n})=0}
{\displaystyle \operatorname {KU} ^{0}(\mathbb {S} ^{2n+1})=\mathbb {Z} }
{\displaystyle \operatorname {KU} ^{1}(\mathbb {S} ^{2n+1})=\mathbb {Z} }
초구의 축소 복소수 K군들은 다음과 같다.
{\displaystyle \operatorname {\widetilde {KU}} ^{0}(\mathbb {S} ^{2n})=\operatorname {\widetilde {KU}} ^{1}(\mathbb {S} ^{2n+1})=\mathbb {Z} }
{\displaystyle \operatorname {\widetilde {KU}} ^{1}(\mathbb {S} ^{2n})=\operatorname {\widetilde {KU}} ^{0}(\mathbb {S} ^{2n+1})=0}
초구의 축소 실수 K군들은 다음과 같다.:§3.1
{\displaystyle \operatorname {\widetilde {KO}} ^{m}(\mathbb {S} ^{n})={\begin{cases}\mathbb {Z} &n-m\equiv 0,4{\pmod {8}}\\\mathbb {Z} /(2)&n-m\equiv 1,2{\pmod {8}}\\0&n-m\equiv 3,5,6,7{\pmod {8}}\end{cases}}}

### 기타 공간
복소수 사영 공간 {\displaystyle \mathbb {CP} ^{n}}의 K군들은 다음과 같다.
{\displaystyle K^{0}(\mathbb {CP} ^{n})=\mathbb {Z} ^{n+1}}
{\displaystyle K^{1}(\mathbb {CP} ^{n})=0}
원환면 {\displaystyle \mathbb {T} ^{n}}의 K군들은 다음과 같다.
{\displaystyle K^{0}(\mathbb {T} ^{n})=\mathbb {Z} ^{2^{n-1}}}
{\displaystyle K^{1}(\mathbb {T} ^{n})=\mathbb {Z} ^{2^{n-1}}}

## 역사
마이클 아티야와 프리드리히 히르체브루흐가 1950년대 말에 창시하였다.

## 같이 보기
- KR이론
- 아티야-싱어 지표 정리
- 대수적 K이론

## 참고 문헌
1. 1 2 3  Zois, Ioannis P. (2010년 8월). “18 lectures on K-Theory” (영어). arXiv:1008.1346. Bibcode:2010arXiv1008.1346Z.
2. 1 2  Hatcher, Allen (2009년 5월). 《Vector Bundles and K-Theory》 (PDF) (영어) 버전 2.1판.
3. 1 2  Karoubi, Max (2006년 2월). “K-theory. An elementary introduction” (영어). arXiv:math/0602082. Bibcode:2006math......2082K.
4. ↑  Gukov, Sergei (1999). “K-theory, reality, and orbifolds” (영어). arXiv:hep-th/9901042.
5. ↑  Otsuka, Shu. “Correspondence Atiya ↔ Hirzebruch about K-theory” (PDF).

- Cortiñas, Guillermo (2011). 〈Algebraic v. topological K-theory: a friendly match〉. 《Topics in algebraic and topological K-theory》 (영어). Springer Lecture Notes in Mathematics 2008. Berlin: Springer. 103–165쪽. arXiv:0903.3983. Bibcode:2009arXiv0903.3983C. doi:10.1007/978-3-642-15708-0_3. ISBN 978-3-642-15707-3. MR 2762555. Zbl 1216.19002.